# Andrea Corsini (santo)
Andrea Corsini (Firenze, 30 novembre 1301 – Fiesole, 6 gennaio 1374) è stato un religioso italiano dell'ordine carmelitano, vescovo di Fiesole e legato pontificio a Bologna. Fu beatificato da Eugenio IV nel 1440 e canonizzato da Urbano VIII il 22 aprile 1629.

## Biografia
Di nobili natali, era appartenente alla famiglia dei Corsini, figlio di Niccolò e di Gemma degli Stracciabende. Dopo una giovinezza dissoluta maturò la decisione di diventare frate carmelitano e nel 1318 fu ammesso al noviziato nel convento di Firenze: nel 1328 fu ordinato sacerdote e inviato a Parigi ad approfondire gli studi teologici e filosofici; fu poi ammesso alla corte pontificia di Avignone.
Nel 1332 tornò a Firenze dove fu eletto priore del locale convento carmelitano: nel 1349, il capitolo della cattedrale lo elesse vescovo di Fiesole incarico che, seppur riluttante, finì per accettare. Fu anche inviato da papa Urbano V come legato pontificio a Bologna, dove si dedicò alla pacificazione delle fazioni cittadine in lotta tra loro.
Cadde malato mentre celebrava la messa di Natale del 1373: morì nel giorno della festa dell'Epifania del 1374.

## Il culto
La venerazione del santo iniziò subito dopo la sua morte: fu beatificato nel 1440 e canonizzato il 22 aprile 1629 da Urbano VIII. Le sue spoglie sono custodite nella Cappella Corsini della Basilica di Santa Maria del Carmine di Firenze.
La memoria liturgica del santo fu inserita nel Calendario romano generale nel 1666 e assegnata al 4 febbraio. Nel 1969 fu rimossa per essere stata valutata non di importanza universale. Nel Martirologio Romano il santo è commemorato il 6 gennaio. Il calendario particolare carmelitano ne celebra la festa il 9 gennaio.